# Lumes
Lumes – miejscowość i gmina we Francji, w regionie Grand Est, w departamencie Ardeny.
Według danych na rok 1990 gminę zamieszkiwało 1 251 osób, a gęstość zaludnienia wynosiła 204 osób/km².